# 圣泰奥夫雷
圣泰奥夫雷（法語：Saint-Théoffrey，法語發音：[sɛ̃ teɔfʁɛ]）是法国伊泽尔省的一个市镇，属于格勒诺布尔区。

## 地理
圣泰奥夫雷（44°59'56"N, 5°46'23"E）面积5.75 平方千米，位于法国奥弗涅-罗讷-阿尔卑斯大区伊泽尔省，该省份为法国东南部内陆省份，北起顺时针与安省、萨瓦省、上阿尔卑斯省、德龙省、阿尔代什省、卢瓦尔省和罗讷省。
与圣泰奥夫雷接壤的市镇（或旧市镇、城区）包括：拉夫雷、绍隆日、沃圣母村、皮埃尔沙泰勒、圣让德沃、维拉尔-圣克里斯托夫。

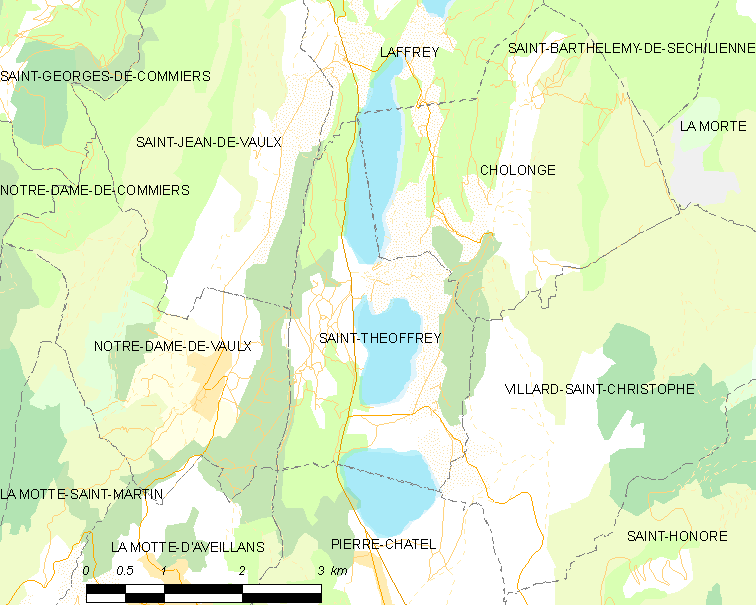
圣泰奥夫雷的OSM定位图

圣泰奥夫雷的时区为UTC+01:00、UTC+02:00（夏令时）。

## 行政
圣泰奥夫雷的邮政编码为38119，INSEE市镇编码为38462。

## 政治
圣泰奥夫雷所属的省级选区为马泰西讷-特列沃县。

## 人口

1962-2008年间圣泰奥夫雷人口变化图示

圣泰奥夫雷于2022年1月1日时的人口数量为609人。